# 簡·D·哈特利
簡·多蘿西·哈特利（英語：Jane Dorothy Hartley，1950年4月18日—），是一名美國外交官，現任美國駐英國大使。她於2014年至2017年期間在摩納哥和法國擔任大使。也是外交關係委員會成員。

## 教育
哈特利於1972年獲得牛頓聖心學院（現為波士顿学院的一部分）學士學位。

## 職業生涯
哈特利於1974年至1977年開始擔任民主黨全國委員會市長會議執行主任。隨後，她於1977年至1978年擔任美國住房及城市發展部國會關係主任。1978年至1981年，吉米·卡特總統執政期間，擔任公共聯絡辦公室總統助理。

### 駐英國大使
2021年7月，據報導，哈特利被喬·拜登總統選為美國駐英國大使。，2022年1月19日正式宣布了提名。，参议院外交委员会於2022年5月4日就她的提名舉行了聽證會。該委員會向參議院有利地報告了她的提名2022年5月18日在會場。參議院於2022年5月25日以口头表决投票確認了她的這一職位。，2022年5月27日宣誓就任大使。，2022年7月19日簡·D·哈特利向伊麗莎白二世女王遞交了國書。
2022年9月18日，哈特利陪同喬·拜登和吉爾·拜登參觀威斯敏斯特大廳，在已故伊麗莎白二世的靈柩安放之際向其致敬。

## 個人生活
哈特利的丈夫是投資銀行家、Evercore Partners前首席執行官拉爾夫·施洛斯斯坦 (Ralph Schlosstein)。有兩個孩子。她擔任外交關係委員會成員已有十多年。

## 外部連結
- 维基共享资源上的相關多媒體資源：簡·D·哈特利
- Jane Dorothy Hartley （页面存档备份，存于） at the U.S. Department of State Office of the Historian
- C-SPAN內的頁面（英文）